# تصوير الكالسيوم

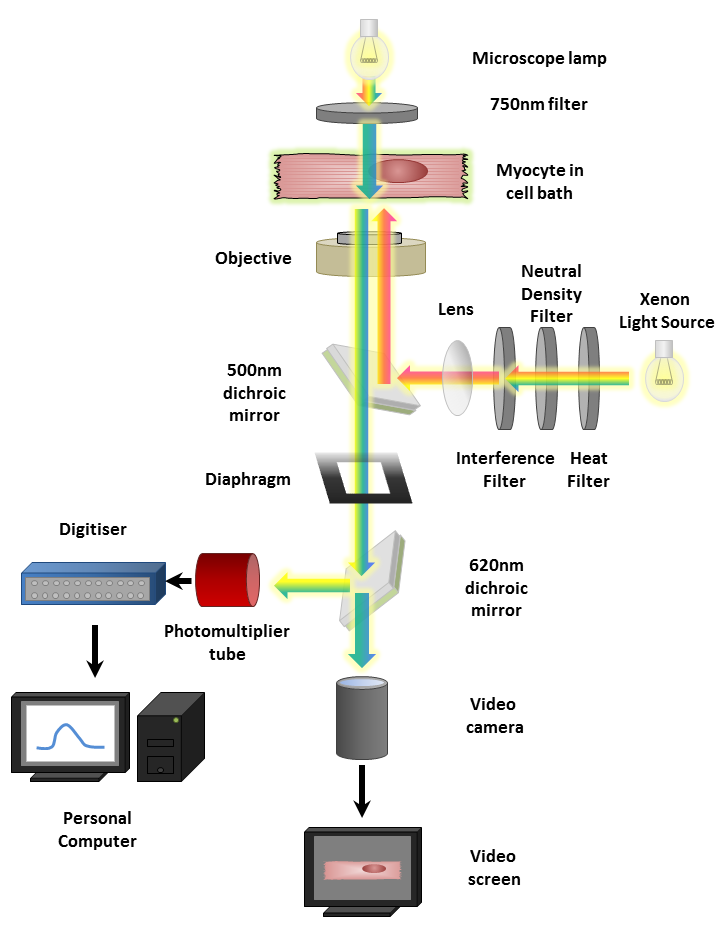

تصوير الكالسيوم هي تقنية علمية تستخدم عادة في الأبحاث العلمية، وهي تظهر تركيز أيونات الكالسيوم (Ca2+). وتعتمد التقنية على جزيئات تعرف باسم "مؤشرات الكالسيوم"، والتي تغير خواصها الطيفية عند ارتباط أيونات الكالسيوم بها. هنالك نوعان أساسيان من مؤشرات الكالسيوم: مؤشرات كيميائية ومؤشرات مشفرة وراثيًا (GECI).

## مؤشرات كيميائية
مؤشرات الكالسيوم الكيميائية هي تلك الجزئيات الصغيرة التي بإمكانها خلب أيونات الكالسيوم. جميع هذه المؤشرات مبنية على أساس جزيء مماثل للـEGTA يدعى BAPTA، وهو ذو انتقائية مرتفعة لأيونات الكالسيوم (Ca2+) نسبة لأيونات المغنيزيوم (Mg2+).
وتشمل هذه المجموعة كل من جزيئات الـfura-2، والـindo-1، والـfluo-4.
كما وتستخدم هذه المجموعة عادة مع أحماض كربوكسيلية تحت قناع استرات لجعل الجزيئات أليفة الشحم ولتمكينها من عبور غشاء الخلية بسهولة. وبعد عبورها الغشاء، تقوم الاسترازات (أي الإنزيمات التي تحفز حلمهة الاسترات) بتحرير الحمض الكربوكسيلي، الذي يمكن الجزيء بعدها من الارتباط بأيونات الكالسيوم الموجودة في داخل الخلية.

## مؤشرات مشفرة وراثيًا
هذه المؤشرات هي عبارة عن بروتينات فلورية مستخلصة من بروتينات فلورية خضراء (GFP) أو إحدى البروتينات الشقيقة المرتبطة بالكالمودولين والمنطقة M13 من كيناز سلسلة الميوزين الخفيفة التي بإمكانها الارتباط بالكالمودولين.
استعمال هذه المؤشرات لا يقضي صبغ الخلايا بطريقة ما، بل يتم إدخال المؤشرات بواسطة تعداء الجينات التي تشفر هذه المؤشرات بسهولة. بالإضافة، فبالإمكان تحويل بعض الحيوانات إلى حيوانات متبادلة جينيا، حيث يتم التعبير عن الجينات المشفرة لمؤشرات الكالسيوم في جميع الخلايا، أو في نوع معيّن منها.
وتشمل هذه المجموعة عدة من المؤشرات منها الكاميليون، البيريكام، والجيكامب.

## استعمالات
بغض النظر عن نوع المؤشر المستخدم في التصوير، فإنّ عملية التصوير نفسها هي ذاتها، حيث تتغير خواص مؤشرات الكالسيوم لدى ارتباطها بأيونات الكالسيوم. على سبيل المثال، قد يصبح المؤشر فلوري فقط لدى ارتباطه بالكالسيوم، في بعض الحالات، أو قد يتغير طيفا الإثارة والإصدار خاصته لدى الارتباط، في حالات أخرى. وبالإمكان مراقبة الخلايا المصبوغة بهذه المؤشرات أو المشفرة وراثيًا باستخدام مجهر فلوري المزود بآلة تصوير جهاز اقتران الشحنة (CCD) ومن ثم يتم تحليل النتائج بواسطة قياس شدة الإشارة الفلورية المنبعثة من الخلايا التي تحتوي على المؤشرات، وبواسطتها معرفة تركيز الكالسيوم داخل الخلايا.
في العقد الأخير أصبحت تقنية تصوير الكالسيوم تستخدم كثيرًا في التصوير العصبي، حيث أنّ الكالسيوم يلعب دورًا مهمًا وكبيرًا في الكثير من العمليات التي تحدث في الخلايا العصبية (ككمون الفعل، مثلاً)، ولذا فإنّ التقنية تمكن المستخدم من تسجيل ومراقبة هذه الإشارات الكهربائية بطرق بصرية. وإنّ لهذه الطرق أفضلية على طرق التسجيل الكهربائية (بواسطة أقطاب كهربائية)، إذ أنّها تلغي الحاجة إلى التلامس بين آداة التسجيل والخلايا، والأهم من ذلك، لكونها تمكن تسجيل إشارات منفردة لعدة خلايا في آن واحد.